# ローワー・カナダ

ローワー・カナダ
Lower Canada  (英語)

ローワー・カナダの位置

ローワー・カナダ（英:Lower Canada）は、現在のカナダ、ケベック州にあったイギリスの植民地である。公式には1791年から1841年まで存在し、領域は大まかに現在のケベック州南部とニューファンドランド・ラブラドール州のラブラドール地方を合わせたものだった。ローワーという名前は緯度ではなく海抜からきており、アッパー・カナダからはセントローレンス川の下流 (lower) に位置した。緯度に関しては、アッパー・カナダの方がローワー・カナダより南にあった。東はセントローレンス湾と大西洋に面している。

## 歴史
ローワー・カナダは、1790年にイギリスの議会を通過した植民地統治法 (Constitutional Act) によって、それまでのケベック植民地 (1763年 - 1791年)がアッパー・カナダとローワー・カナダに分割され、1791年12月26日にそれぞれ一つの政体となった。
ローワー・カナダは、以前のフランス植民地ヌーベルフランスの一部であり、七年戦争（またはフレンチ・インディアン戦争）でイギリスが勝利した結果としてイギリスに割譲されたもので、フランス系カナダ人が多く住んでいた。イギリスに割譲されたヌーベルフランスの他の地域は、ノバスコシア、ニューブランズウィック、およびプリンス・エドワード・アイランドの各植民地となった。
米英戦争（1812年 - 1815年）の時、ローワー・カナダもセントローレンス川上流でアメリカ軍の侵略を受けたが、跳ね返すことに成功した。

## 反乱
ローワー・カナダでもアッパー・カナダと同様に自治政府が作られていたが、イギリス政府の統治に対する不満が募り政治的に不安定となって反乱につながった。アッパー・カナダとの違いはフランス系カナダ人が圧倒的に多いという事情があり、フランスの市民法とカトリックの信仰を続けることができたことだった。少数派である英語を話す市民に牛耳られ、しかもイギリス本国の意向に沿うことが本流であった政府に対し、1837年に「責任ある政府」を求める愛国者の武装蜂起が起こり、時を同じくしたアッパー・カナダの反乱が失敗した後も、1838年まで反抗が繰り返された。この反乱がイギリス軍と王党派志願兵に潰された後、植民地統治法は棚上げにされ、イギリス本国で植民地を管轄するローワー・カナダ特別委員会が指名された。
ローワー・カナダとアッパー・カナダの政体は1841年に廃止され、1840年7月23日に制定された連合法が発効された。その結果、ローワー・カナダとアッパー・カナダはカナダ植民地（1841年 - 1866年）という一つの政体に統一された。

## 憲法

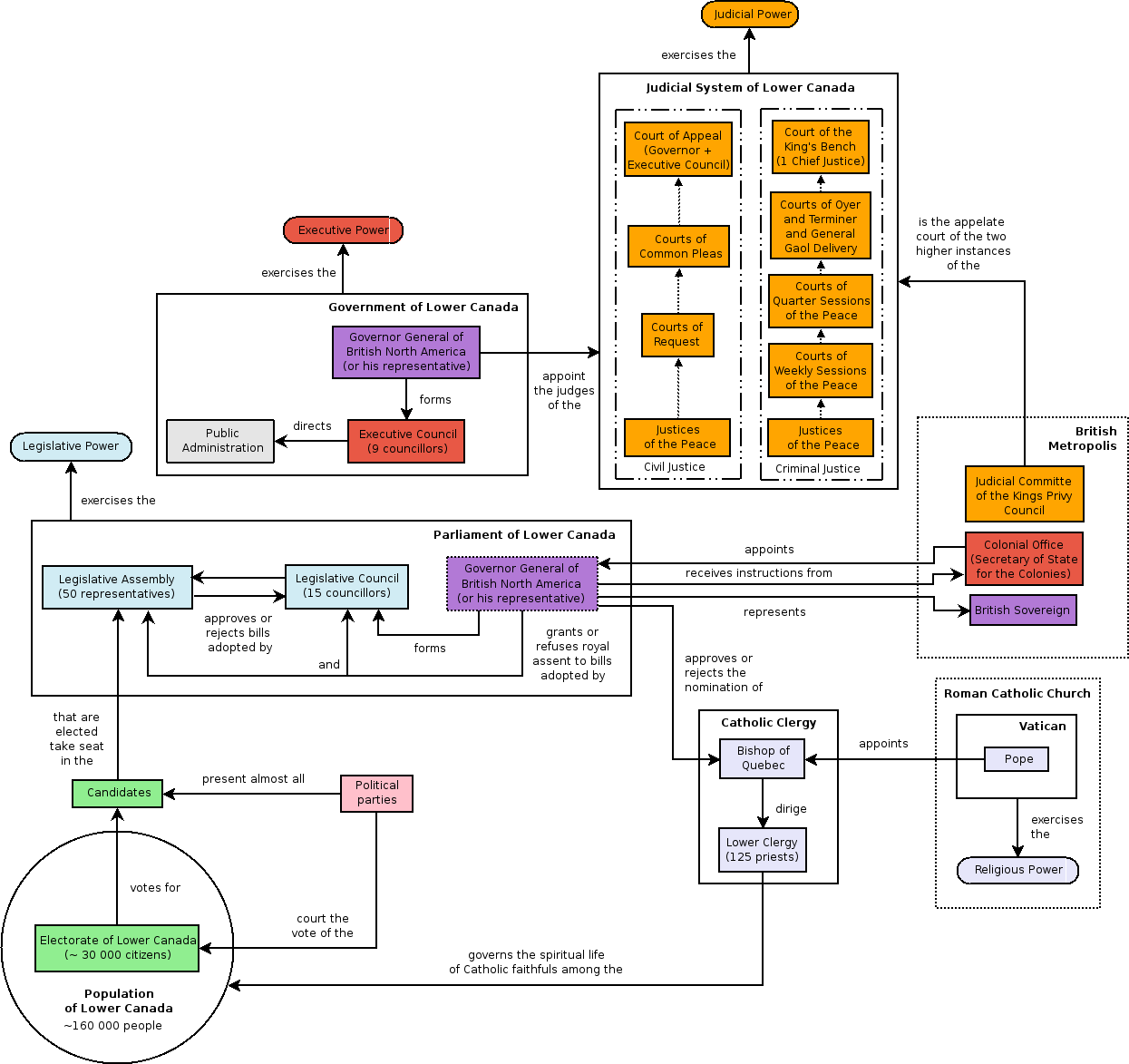
1791年制定のローワー・カナダ憲法体系

ローワー・カナダは以前のケベック植民地時代にあったフランスとイギリスの制度を混合した憲法を引き継いでいた。これは、カナダ連合でも、また1867年の英領北アメリカ法でカナダ連邦が造られた時、カナダ連合は再び元の境界で分けられオンタリオ州とケベック州となったが、新しいケベック州でも引き継がれることになった。